# Dzban miodu
Dzban miodu (norw. Honningkrukken) – powieść kryminalna norweskiego pisarza Gerta Nygårdshauga (w Polsce pod pseudonimem Gert Godeng), opublikowana w 1985, a w Polsce w 2008 w tłumaczeniu Grzegorza Skommera.
Jest pierwszą powieścią cyklu Krew i wino, w której występuje smakosz, znawca języków i detektyw amator Fredric Drum. Jest też pierwszą powieścią kryminalną Nygårdshauga. Akcja rozgrywa się we francuskim miasteczku Saint-Émilion w regionie winiarskim Bordeaux (departament Gironde). Fredric przybywa tu, by rozeznać miejscowe piwnice i dokonać zakupów win dla restauracji Kasserollen w Oslo, której jest współwłaścicielem. Zatrzymuje się w Hôtelu de Plaisance i rozmawia z licznymi właścicielami lokalnych winnic. Podczas pobytu zostaje mimowolnie wciągnięty w sprawę tajemniczych zniknięć siedmiu mieszkańców miasteczka, jakie wydarzyły się w tym czasie. Również życie Druma staje się zagrożone.
W tej części cyklu Fredric poznaje Francuzkę - Geneviéve Brisson, późniejszą sympatię. Geneviéve doznaje poważnych uszkodzeń mózgu w wyniku zatrucia przez przestępców.

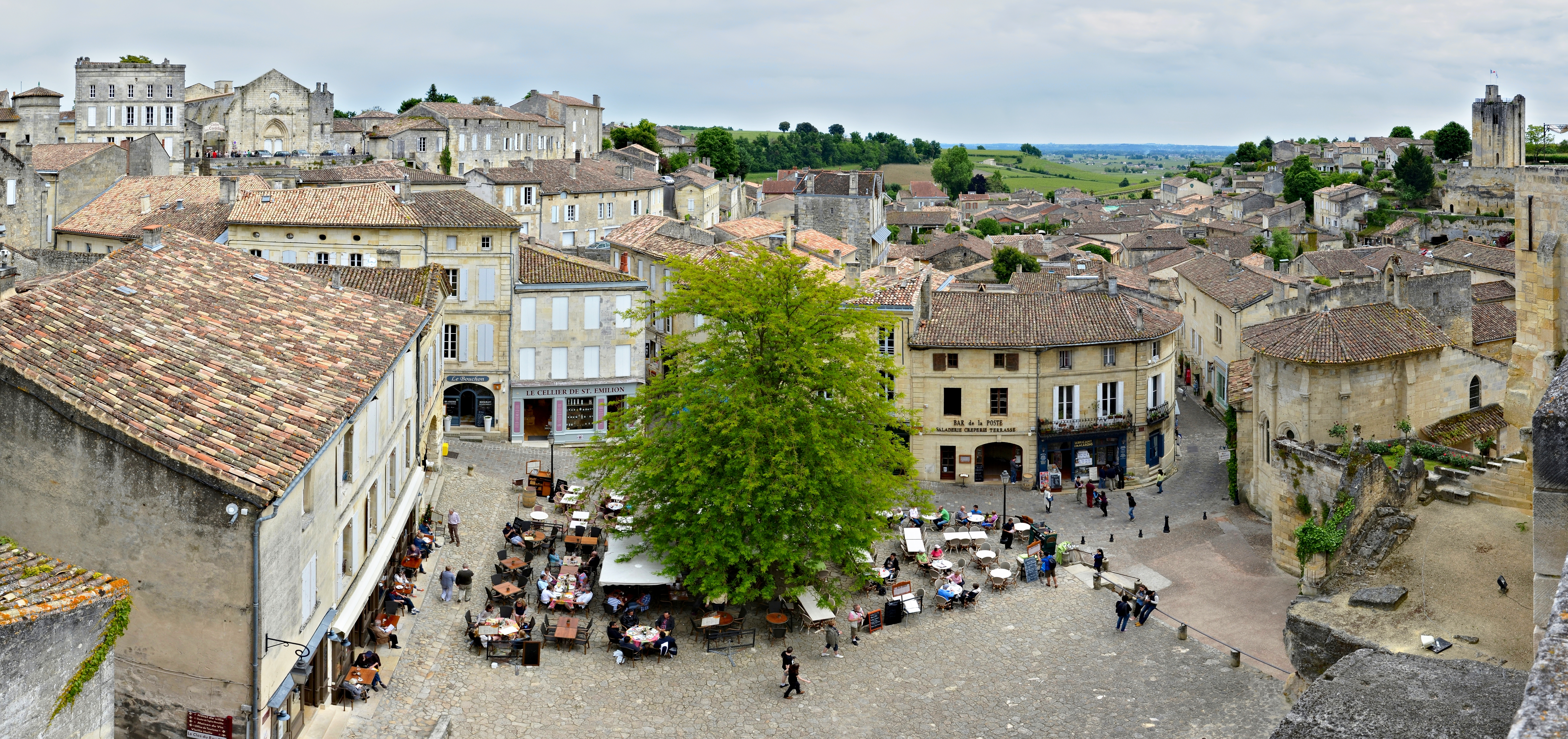
Rynek w Saint-Émilion - miejsce wielu wydarzeń w powieści

Tłem dla wydarzeń powieści są opisy winnic i piwnic regionu Bordeaux, sposobów wytwarzania markowych win i ich dystrybucji, a także charakterystyka niektórych gatunków.